# Pseudomyrmex seminole
Pseudomyrmex seminole es una especie de hormiga del género Pseudomyrmex, subfamilia Pseudomyrmecinae. Esta especie fue descrita científicamente por Ward en 1985.

## Distribución
Se encuentra en los Estados Unidos, Cuba y México.